# Eta Draconis
Eta Draconis (η Dra) – gwiazda w gwiazdozbiorze Smoka, będąca olbrzymem lub podolbrzymem typu widmowego G. Znajduje się około 92 lata świetlne od Słońca.

## Nazwa
Tradycyjna nazwa gwiazdy, Athebyne, wywodzi się z języka arabskiego; ‏الذّئبين‎ Al Dhīʼbain oznacza „parę hien”. Arabska nazwa pierwotnie odnosiła się do pary gwiazd w gwiazdozbiorze Smoka, Eta i Zeta Draconis. Międzynarodowa Unia Astronomiczna w 2017 roku formalnie zatwierdziła użycie nazwy Athebyne dla określenia tej gwiazdy.

## Charakterystyka
Eta Draconis jest drugą co do jasności gwiazdą w konstelacji. W jej jądrze zachodzą obecnie reakcje syntezy helu w węgiel i tlen. Jak wiele podobnych gwiazd, emituje słabe promieniowanie rentgenowskie, związane z otaczającą ją powłoką bardzo gorącego gazu w polu magnetycznym gwiazdy
Eta Draconis ma towarzysza, słabo widocznego przez mały teleskop, oddalonego na niebie o 5,3 sekundy kątowej. Jest to gwiazda ciągu głównego typu K1, odległa o co najmniej 140 au od olbrzyma, której okrążenie środka masy układu zajmuje co najmniej 1000 lat.